# 2019-es Formula–1 német nagydíj
A német nagydíj volt a 2019-es Formula–1 világbajnokság tizenegyedik futama, amelyet 2019. július 26. és július 28. között rendeztek meg a Hockenheimringen, Hockenheimben.

## Választható keverékek
| Abroncs                  | Friss | Használt |
| ------------------------ | ----- | -------- |
| Kemény keverék (C2)      |       |          |
| Közepes keverék (C3)     |       |          |
| Lágy keverék (C4)        |       |          |
| Intermediate keverék (I) |       |          |
| Esős keverék (W)         |       |          |

## Szabadedzések

### Első szabadedzés
A német nagydíj első szabadedzését július 26-án, pénteken délelőtt tartották, magyar idő szerint 11:00-tól.
| helyezés | versenyző          | csapat/motor          | elért idő | különbség | futott kör |
| -------- | ------------------ | --------------------- | --------- | --------- | ---------- |
| 1        | Sebastian Vettel   | Ferrari               | 1:14,013  | −         | 21         |
| 2        | Charles Leclerc    | Ferrari               | 1:14,268  | +0,255    | 25         |
| 3        | Lewis Hamilton     | Mercedes              | 1:14,315  | +0,302    | 32         |
| 4        | Max Verstappen     | Red Bull-Honda        | 1:14,330  | +0,317    | 28         |
| 5        | Valtteri Bottas    | Mercedes              | 1:14,660  | +0,647    | 28         |
| 6        | Pierre Gasly       | Red Bull-Honda        | 1:14,813  | +0,800    | 23         |
| 7        | Carlos Sainz Jr.   | McLaren-Renault       | 1:15,062  | +1,049    | 30         |
| 8        | Romain Grosjean    | Haas-Ferrari          | 1:15,074  | +1,061    | 30         |
| 9        | Lance Stroll       | Racing Point-Mercedes | 1:15,191  | +1,178    | 26         |
| 10       | Daniel Ricciardo   | Renault               | 1:15,567  | +1,554    | 23         |
| 11       | Sergio Pérez       | Racing Point-Mercedes | 1:15,604  | +1,591    | 24         |
| 12       | Lando Norris       | McLaren-Renault       | 1:15,616  | +1,603    | 26         |
| 13       | Kevin Magnussen    | Haas-Ferrari          | 1:15,759  | +1,746    | 27         |
| 14       | Danyiil Kvjat      | Toro Rosso-Honda      | 1:15,776  | +1,763    | 30         |
| 15       | Alexander Albon    | Toro Rosso-Honda      | 1:15,777  | +1,764    | 24         |
| 16       | Nico Hülkenberg    | Renault               | 1:15,823  | +1,810    | 23         |
| 17       | Kimi Räikkönen     | Alfa Romeo-Ferrari    | 1:15,953  | +1,940    | 26         |
| 18       | Antonio Giovinazzi | Alfa Romeo-Ferrari    | 1:16,382  | +2,369    | 31         |
| 19       | Robert Kubica      | Williams-Mercedes     | 1:16,559  | +2,546    | 27         |
| 20       | George Russell     | Williams-Mercedes     | 1:17,126  | +3,113    | 23         |

### Második szabadedzés
A német nagydíj második szabadedzését július 26-án, pénteken délután tartották, magyar idő szerint 15:00-tól.
| helyezés | versenyző          | csapat/motor          | elért idő | különbség | futott kör |
| -------- | ------------------ | --------------------- | --------- | --------- | ---------- |
| 1        | Charles Leclerc    | Ferrari               | 1:13,449  | −         | 33         |
| 2        | Sebastian Vettel   | Ferrari               | 1:13,573  | +0,124    | 30         |
| 3        | Lewis Hamilton     | Mercedes              | 1:13,595  | +0,146    | 30         |
| 4        | Valtteri Bottas    | Mercedes              | 1:14,111  | +0,662    | 30         |
| 5        | Max Verstappen     | Red Bull-Honda        | 1:14,133  | +0,684    | 23         |
| 6        | Romain Grosjean    | Haas-Ferrari          | 1:14,179  | +0,730    | 33         |
| 7        | Lance Stroll       | Racing Point-Mercedes | 1:14,268  | +0,819    | 32         |
| 8        | Kimi Räikkönen     | Alfa Romeo-Ferrari    | 1:14,458  | +1,009    | 33         |
| 9        | Nico Hülkenberg    | Renault               | 1:14,472  | +1,023    | 26         |
| 10       | Sergio Pérez       | Racing Point-Mercedes | 1:14,518  | +1,069    | 30         |
| 11       | Carlos Sainz Jr.   | McLaren-Renault       | 1:14,662  | +1,213    | 34         |
| 12       | Danyiil Kvjat      | Toro Rosso-Honda      | 1:14,800  | +1,351    | 39         |
| 13       | Daniel Ricciardo   | Renault               | 1:15,010  | +1,561    | 33         |
| 14       | Alexander Albon    | Toro Rosso-Honda      | 1:15,062  | +1,613    | 36         |
| 15       | Pierre Gasly       | Red Bull-Honda        | 1:15,089  | +1,640    | 19         |
| 16       | Lando Norris       | McLaren-Renault       | 1:15,247  | +1,798    | 29         |
| 17       | Antonio Giovinazzi | Alfa Romeo-Ferrari    | 1:15,406  | +1,957    | 31         |
| 18       | Kevin Magnussen    | Haas-Ferrari          | 1:15,470  | +2,021    | 28         |
| 19       | George Russell     | Williams-Mercedes     | 1:16,900  | +3,451    | 27         |
| 20       | Robert Kubica      | Williams-Mercedes     | 1:16,980  | +3,531    | 26         |

### Harmadik szabadedzés
A német nagydíj harmadik szabadedzését július 27-én, szombaton délelőtt tartották, magyar idő szerint 12:00-tól.
| helyezés | versenyző          | csapat/motor          | elért idő | különbség | futott kör |
| -------- | ------------------ | --------------------- | --------- | --------- | ---------- |
| 1        | Charles Leclerc    | Ferrari               | 1:12,380  | −         | 18         |
| 2        | Max Verstappen     | Red Bull-Honda        | 1:12,548  | +0,168    | 12         |
| 3        | Sebastian Vettel   | Ferrari               | 1:12,644  | +0,264    | 18         |
| 4        | Valtteri Bottas    | Mercedes              | 1:12,890  | +0,510    | 24         |
| 5        | Kevin Magnussen    | Haas-Ferrari          | 1:12,893  | +0,513    | 13         |
| 6        | Lewis Hamilton     | Mercedes              | 1:12,965  | +0,585    | 22         |
| 7        | Carlos Sainz Jr.   | McLaren-Renault       | 1:13,300  | +0,920    | 18         |
| 8        | Pierre Gasly       | Red Bull-Honda        | 1:13,324  | +0,944    | 17         |
| 9        | Kimi Räikkönen     | Alfa Romeo-Ferrari    | 1:13,351  | +0,971    | 18         |
| 10       | Romain Grosjean    | Haas-Ferrari          | 1:13,378  | +0,998    | 15         |
| 11       | Sergio Pérez       | Racing Point-Mercedes | 1:13,476  | +1,096    | 15         |
| 12       | Nico Hülkenberg    | Renault               | 1:13,496  | +1,116    | 19         |
| 13       | Alexander Albon    | Toro Rosso-Honda      | 1:13,554  | +1,174    | 24         |
| 14       | Lando Norris       | McLaren-Renault       | 1:13,556  | +1,176    | 15         |
| 15       | Antonio Giovinazzi | Alfa Romeo-Ferrari    | 1:13,671  | +1,291    | 16         |
| 16       | Lance Stroll       | Racing Point-Mercedes | 1:13,672  | +1,292    | 15         |
| 17       | Danyiil Kvjat      | Toro Rosso-Honda      | 1:13,767  | +1,387    | 21         |
| 18       | Daniel Ricciardo   | Renault               | 1:13,816  | +1,436    | 20         |
| 19       | Robert Kubica      | Williams-Mercedes     | 1:15,540  | +3,160    | 20         |
| 20       | George Russell     | Williams-Mercedes     | 1:15,824  | +3,444    | 11         |

## Időmérő edzés
A német nagydíj időmérő edzését július 27-én, szombaton futották, magyar idő szerint 15:00-kor.
| helyezés              | rajtszám | versenyző          | csapat/motor          | 1. rész    | 2. rész  | 3. rész    | rajthely | futott kör |
| --------------------- | -------- | ------------------ | --------------------- | ---------- | -------- | ---------- | -------- | ---------- |
| 1                     | 44       | Lewis Hamilton     | Mercedes              | 1:12,852   | 1:12,149 | 1:11,767   | 1        | 19         |
| 2                     | 33       | Max Verstappen     | Red Bull-Honda        | 1:12,593   | 1:12,427 | 1:12,113   | 2        | 17         |
| 3                     | 77       | Valtteri Bottas    | Mercedes              | 1:13,075   | 1:12,424 | 1:12,129   | 3        | 19         |
| 4                     | 10       | Pierre Gasly       | Red Bull-Honda        | 1:12,991   | 1:12,385 | 1:12,522   | 4        | 15         |
| 5                     | 7        | Kimi Räikkönen     | Alfa Romeo-Ferrari    | 1:13,066   | 1:12,519 | 1:12,538   | 5        | 18         |
| 6                     | 8        | Romain Grosjean    | Haas-Ferrari          | 1:13,146   | 1:12,769 | 1:12,851   | 6        | 20         |
| 7                     | 55       | Carlos Sainz Jr.   | McLaren-Renault       | 1:13,221   | 1:12,632 | 1:12,897   | 7        | 21         |
| 8                     | 11       | Sergio Pérez       | Racing Point-Mercedes | 1:13,194   | 1:12,776 | 1:13,065   | 8        | 15         |
| 9                     | 27       | Nico Hülkenberg    | Renault               | 1:13,186   | 1:12,766 | 1:13,126   | 9        | 15         |
| 10                    | 16       | Charles Leclerc    | Ferrari               | 1:12,229   | 1:12,344 | idő nélkül | 10       | 9          |
| 11                    | 99       | Antonio Giovinazzi | Alfa Romeo-Ferrari    | 1:13,170   | 1:12,786 |            | 11       | 15         |
| 12                    | 20       | Kevin Magnussen    | Haas-Ferrari          | 1:13,103   | 1:12,789 |            | 12       | 11         |
| 13                    | 3        | Daniel Ricciardo   | Renault               | 1:13,131   | 1:12,799 |            | 13       | 12         |
| 14                    | 26       | Danyiil Kvjat      | Toro Rosso-Honda      | 1:13,278   | 1:13,135 |            | 14       | 15         |
| 15                    | 18       | Lance Stroll       | Racing Point-Mercedes | 1:13,256   | 1:13,450 |            | 15       | 15         |
| 16                    | 4        | Lando Norris       | McLaren-Renault       | 1:13,333   |          |            | 19[1]    | 9          |
| 17                    | 23       | Alexander Albon    | Toro Rosso-Honda      | 1:13,461   |          |            | 16       | 9          |
| 18                    | 63       | George Russell     | Williams-Mercedes     | 1:14,721   |          |            | 17       | 11         |
| 19                    | 88       | Robert Kubica      | Williams-Mercedes     | 1:14,839   |          |            | 18       | 11         |
| 107%-os idő: 1:17,285 |          |                    |                       |            |          |            |          |            |
| NK                    | 5        | Sebastian Vettel   | Ferrari               | idő nélkül |          |            | 20[2]    | 1          |

Megjegyzés:
- ↑ 1:  — Lando Norris autójába új akkumulátort, vezérlőelektronikát és MGU-K-t szereltek az időmérő edzést követően, ezért a rajtrács végére sorolták hátra.[4]
- ↑ 2:  — Sebastian Vettel nem tudott mért kört teljesíteni, de megkapta a rajtengedélyt a futamra.[5]

## Futam
A német nagydíj futama július 28-án, vasárnap rajtolt, magyar idő szerint 15:10-kor.
| helyezés | rajtszám | versenyző          | csapat/motor          | futott kör | idő/kiesés oka | rajthely | Abroncs | pont  |
| -------- | -------- | ------------------ | --------------------- | ---------- | -------------- | -------- | ------- | ----- |
| 1        | 33       | Max Verstappen     | Red Bull-Honda        | 64         | 1:44:31,275    | 2        |         | 26[3] |
| 2        | 5        | Sebastian Vettel   | Ferrari               | 64         | +7,333         | 20       |         | 18    |
| 3        | 26       | Danyiil Kvjat      | Toro Rosso-Honda      | 64         | +8,305         | 14       |         | 15    |
| 4        | 18       | Lance Stroll       | Racing Point-Mercedes | 64         | +8,966         | 15       |         | 12    |
| 5        | 55       | Carlos Sainz Jr.   | McLaren-Renault       | 64         | +9,583         | 7        |         | 10    |
| 6        | 23       | Alexander Albon    | Toro Rosso-Honda      | 64         | +10,052        | 16       |         | 8     |
| 7        | 8        | Romain Grosjean    | Haas-Ferrari          | 64         | +16,838        | 6        |         | 6     |
| 8        | 20       | Kevin Magnussen    | Haas-Ferrari          | 64         | +18,765        | 12       |         | 4     |
| 9        | 44       | Lewis Hamilton     | Mercedes              | 64         | +19,667        | 1        |         | 2     |
| 10       | 88       | Robert Kubica      | Williams-Mercedes     | 64         | +24,987        | 18       |         | 1     |
| 11       | 63       | George Russell     | Williams-Mercedes     | 64         | +26,404        | 17       |         |       |
| 12       | 7        | Kimi Räikkönen     | Alfa Romeo-Ferrari    | 64         | +42,214[4]     | 5        |         |       |
| 13       | 99       | Antonio Giovinazzi | Alfa Romeo-Ferrari    | 64         | +43,849[4]     | 11       |         |       |
| 14[5]    | 10       | Pierre Gasly       | Red Bull-Honda        | 61         | baleset        | 4        |         |       |
| ki       | 77       | Valtteri Bottas    | Mercedes              | 56         | baleset        | 3        |         |       |
| ki       | 27       | Nico Hülkenberg    | Renault               | 39         | baleset        | 9        |         |       |
| ki       | 16       | Charles Leclerc    | Ferrari               | 27         | baleset        | 10       |         |       |
| ki       | 4        | Lando Norris       | McLaren-Renault       | 25         | erőforrás      | 19       |         |       |
| ki       | 3        | Daniel Ricciardo   | Renault               | 13         | kipufogó       | 13       |         |       |
| ki       | 11       | Sergio Pérez       | Racing Point-Mercedes | 1          | baleset        | 8        |         |       |

Megjegyzés:
- ↑ 3:  — Max Verstappen a helyezéséért járó pontok mellett a versenyben futott leggyorsabb körért további 1 pontot szerzett.
- ↑ 4:  — Kimi Räikkönen és Antonio Giovinazzi eredetileg a 7-8. helyeken értek célba, ám a futam után 30-30 másodperces időbüntetést kaptak a rajt során történt szabálytalan kuplunghasználat miatt. Ezzel visszacsúsztak a 12-13. pozícióba.[7]
- ↑ 5:  — Pierre Gasly nem ért célba, de helyezését értékelték, mert a versenytáv több, mint 90%-át teljesítette.

## A világbajnokság állása a verseny után
| H   | Versenyzők       | Pont | H   | Konstruktőrök             | Pont |
| --- | ---------------- | ---- | --- | ------------------------- | ---- |
| 1.  | Lewis Hamilton   | 225  | 1.  | Mercedes                  | 409  |
| 2.  | Valtteri Bottas  | 184  | 2.  | Ferrari                   | 261  |
| 3.  | Max Verstappen   | 162  | 3.  | Red Bull-Honda            | 217  |
| 4.  | Sebastian Vettel | 141  | 4.  | McLaren-Renault           | 70   |
| 5.  | Charles Leclerc  | 120  | 5.  | Toro Rosso-Honda          | 42   |
| 6.  | Pierre Gasly     | 55   | 6.  | Renault                   | 39   |
| 7.  | Carlos Sainz Jr. | 48   | 7.  | Racing Point-BWT Mercedes | 31   |
| 8.  | Danyiil Kvjat    | 27   | 8.  | Haas-Ferrari              | 26   |
| 9.  | Kimi Räikkönen   | 25   | 9.  | Alfa Romeo-Ferrari        | 26   |
| 10. | Lando Norris     | 22   | 10. | Williams-Mercedes         | 1    |

(A teljes táblázat)

## Statisztikák
- Vezető helyen:
  - Lewis Hamilton: 30 kör (1-29 és 47)
  - Max Verstappen: 34 kör (30-46 és 48-64)
- Lewis Hamilton 87. pole-pozíciója.
- Max Verstappen 7. futamgyőzelme és 6. versenyben futott leggyorsabb köre.
- A Red Bull 61. futamgyőzelme.
- Max Verstappen 26., Sebastian Vettel 116., Danyiil Kvjat 3. dobogós helyezése.
- A Mercedes 200. nagydíja.[8]